# ブルーウィングブリッツ
『ブルーウィングブリッツ』（Blue Wing Blitz）は、2001年7月5日にスクウェア（現スクウェア・エニックス）から発売されたワンダースワン用ゲームソフト。ジャンルはシミュレーションRPG。

## 概要
フロントミッションシリーズのスタッフが制作した航空機を使ったシミュレーションRPG。またサガシリーズのスタッフも多く参加している。
『はたらくチョコボ』『ワイルドカード』に続くスクウェアのワンダースワン専用のオリジナルタイトルである。ワンダースワン（モノクロ）、ワンダースワンカラー両対応。出荷本数は約2万本。
様々な意味で不親切なゲームである。まずバトル時に敵機の被害状況などの状態が確認しづらいため各個撃破という戦略が取り辛い。また敵も味方も装甲が硬いためバトルに時間がかかってしまう。「スーパーマニューバ」の条件もゲーム内では良く分からず、また発動しても大してダメージが与えられない場合もある。
グラフィックも携帯ハードということもあり動きがほとんどなく、文字だけで「加速」「水平旋回」などと表示されるだけで今一つ状況がつかみにくい。

## ゲームシステム
ゲームはファクトリードック→シミュレーションマップの繰り返しで進行する。
ファクトリードックではステージごとに新兵装やアイテムの開発や機体の改造が出来、そこで入手した
武器やアイテムを自機にセットアップしていく。また味方、敵の機体データなども閲覧できる。

### シミュレーションマップ
プレイヤー小隊は母船ディスカバリーと、主に戦闘機、攻撃機、爆撃機で構成される。ディスカバリーが破壊されるとゲームオーバーになるので、基本的にはこれを守っていく形となる。
マップには空域4マスと地上1マスの計5マスからなるエリアが複数存在しており、エリア単位で移動をしていく。移動はターン制で行われ、プレイヤー側の移動先指定→敵側の思考→移動開始で1ターンとなる。空域の4マスには敵と味方それぞれ2機ずつまで侵入でき、同じエリアに味方機と敵機が侵入すればバトル開始となる。地上1マスには空港や補給施設、固定砲撃などが存在したり、また地上部隊がこの間を移動する。空域に敵機がいなくても地上部隊がいたり敵の施設がある場合は地対空のバトルとなる。移動は敵味方入り乱れて行われ、先に敵機のいるエリアに侵入したり、敵機に味方機のいるエリアに侵入されたりすると、移動がキャンセルされる。
また、母船ディスカバリーと同一エリアに入ると回復や武器の補給を受けることが出来る。

### バトル
バトルは4ターンで行われる。状況を問わず4ターンで強制終了する。バトル中は攻撃、加速、高度調整を選択でき、攻撃には「直進機動」「垂直旋回」「水平旋回」がある。敵機が取る行動によって命中率がそれぞれ異なる。 
また状況により「スーパーマニューバ」と呼ばれる必殺技が発動する。

### 勝利条件
味方機、敵機ともに母船以外は破壊されても一定ターン後に復活するので、勝利条件に「敵機全滅」といったものはほとんどなく、「施設の占領」や「敵母船の破壊」や「制限ターン以内にアイテムを設置」など多種多様である。

## スタッフ
- プロデューサー：河津秋敏
- ディレクター：岩崎秀雄、小泉今日治、篠宮淳一
- キャラクターデザイン：池田信行
- グラフィックディレクター：渋谷員子
- 音楽：谷岡久美